# Carebara bihornata
Carebara bihornata (лат.) — вид очень мелких муравьёв рода Carebara из подсемейства Myrmicinae (Formicidae). Эндемик Китая.

## Описание
Мелкие муравьи желтоватого цвета. От близких видов (например, от Carebara polyphemus) отличается следующими признаками: затылочные выступы-рога соединены развитым поперечным килем, промезонотум выпуклый, дорзум головы прямой, глаза развиты. Длина тела рабочих составляет 1,1—1,2 мм, солдат 2—3 мм. Проподеум округлый, без выступающих зубцов. Усики солдат и рабочих 9-члениковые с 2-члениковой булавой. Скапус короткий. Мандибулы с 6 зубцами. Нижнечелюстные щупики состоят из 2 члеников, нижнегубные из 2. Имеют диморфичную касту рабочих с мелкими рабочими и крупными солдатами. Стебелёк между грудкой и брюшком состоит из двух члеников: петиолюса и постпетиолюса (последний четко отделен от брюшка), жало развито, куколки голые (без кокона).

## Систематика
Вид был описан в 2003 году по материалам из Китая  китайским энтомологом профессором Ж. Сю (Zhenghui Xu), под первоначальным названием Oligomyrmex bihornatus  Xu, 2003. Относят к трибе Solenopsidini.